# Molenend
Molenend (officieel, Fries: Mûnein, [mu.ˈnain]) is een dorp in de gemeente Tietjerksteradeel, in de Nederlandse provincie Friesland.
Het ligt ten noordoosten van Leeuwarden aan de oostkant van Oenkerk en ten zuiden van Roodkerk. In 2023 telde het dorp 655 inwoners.

## Geschiedenis
Tot 1948 was Molenend een buurtschap die onder Oenkerk viel. In dat jaar diende de vereniging Dorpsbelang bij de gemeente Tietjerksteradeel een aanvraag voor de dorpsstatus in. Tot dan toe was het de gewoonte dat de dorpsstatus gegeven werd aan nederzettingen met een kerk en die had Molenend niet. Omdat de nederzetting wel een café, een basisschool, en verenigingen kende werd de dorpsstatus op 8 oktober 1948 toch verleend.
Sinds 1953 maakt Molenend officieel deel uit van de Trijnwouden, een regio op een zandrug met daarop de dorpen Oenkerk, Giekerk, Oudkerk en Rijperkerk.
Aukje Wijbenga (1927-2009) schreef een boek over de geschiedenis van Molenend.

### Vlasfabriek

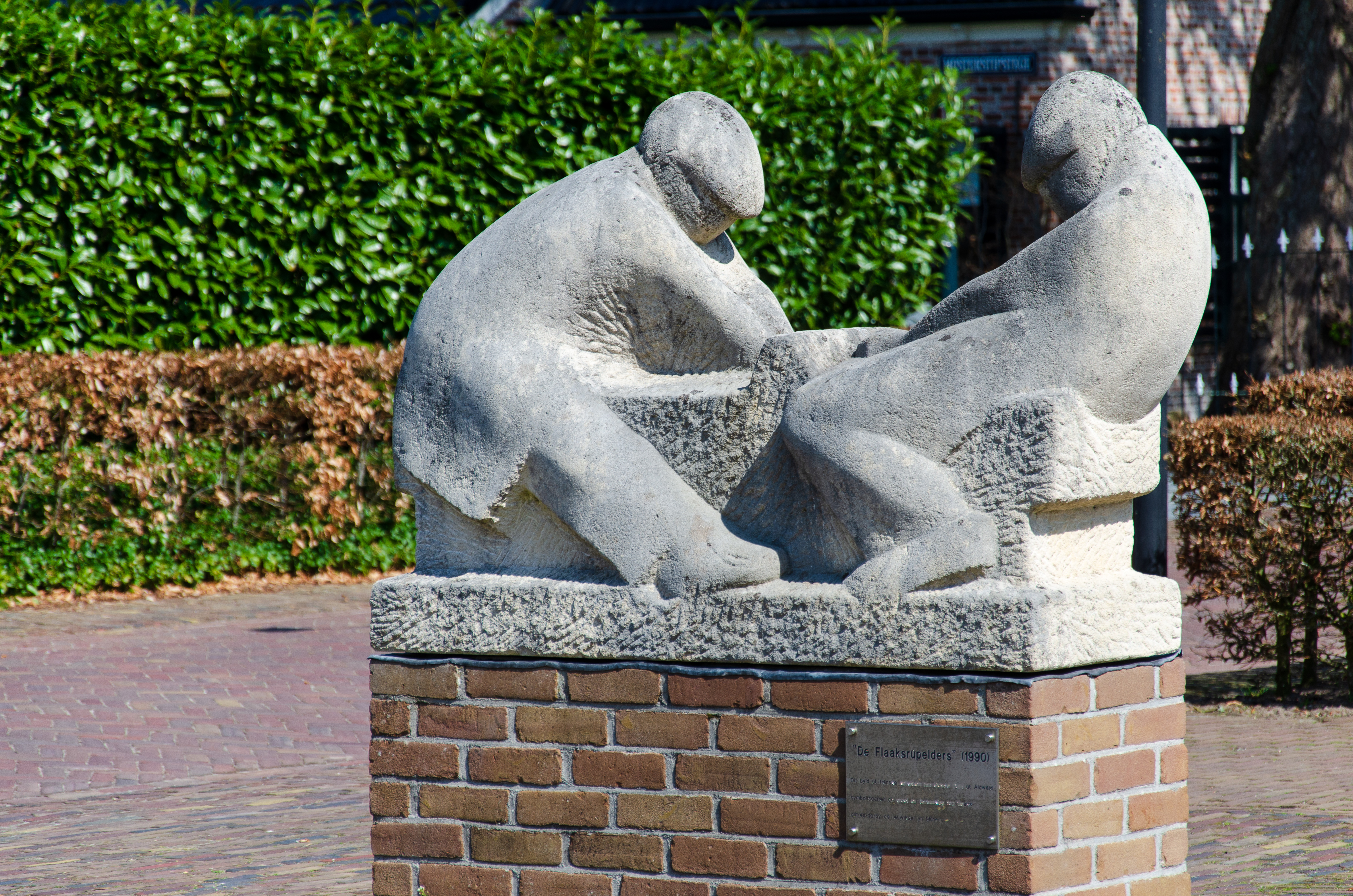
Gosse Dam: De Flaaksrûpelders. Beeld in Molenend (1990)

Tot de bouw van de plaatselijke fabriek voor de verwerking van vlas werd aanzet gegeven door Theo van Welderen Rengers van Heemstra State. Hij was lid van de commissie 'Door Arbeid tot Verbetering', die was opgericht door zijn vader, Wilco Julius van Welderen Rengers. In 1898 werd bij de gemeente Tietjerksteradeel een aanvraag ingediend om een fabriek te bouwen in de buurt van de Swarte Broek, een meertje bij Molenend. Dit werd de eerste fabriek van de "N.V. Friesche Maatschappij van Vlasindustrie" in Molenend. De naam kwam in kleurige dakpannen op het dak te staan en op de voorgevel van de fabriek. De locatie bij de Swarte Broek werd gekozen omdat het vlas eerst een rotingsproces moest ondergaan in open water. De opening van de fabriek bij de opening in 1898 was J.J. Westra aangesteld als directeur. In 1956 werd de fabriek overgenomen door het vlasbedrijf van de familie Huisman uit Zuid-Holland, E. Huisman werd directeur. De fabriek heeft tot in 1967 dienstgedaan.
De gerestaureerde schoorsteen van de fabriek en het standbeeld op het plein even verderop in het dorp verwijzen nog naar de tijd van de vlasbewerking. Anno 2011 is in het fabrieksgebouw een kleinschalige woonvorm voor verstandelijk gehandicapten gevestigd. De schoorsteen is nog altijd van veraf te zien en de naam is nog te lezen op de voorgevel.

### Siamese tweeling
Molenend werd in 1953 landelijk nieuws door de geboorte van een Siamese tweeling op 8 november 1953. Dorpsdokter J.P.S. Wijthoff van Uniastate (Oenkerk) kwam bij de kraamvrouw die haar zevende kind zou krijgen, waarna ze twee baby's baarde die met de buik aan elkaar vastzaten. Ze werden in allerijl met een oude taxi naar het Diakonessenhuis in Leeuwarden gebracht. De baby's groeiden goed en bleken na onderzoek eigen harten, longen en andere vitale organen te hebben. Ze waren voor de lichaamsfuncties niet afhankelijk van elkaar. Er werd overlegd met een Engelse arts die ervaring had met een Siamese tweeling. Zeven maanden na de geboorte, op 12 juni 1954 werd de tweeling met succes operatief van elkaar gescheiden; een primeur voor Nederland.

## Gemeenschap
Dorpsbelangen Mûnein/Readtsjerk is opgericht op in 1926. In 1941 kwam Roodkerk bij de vereniging. 'De Mounestien' is het dorpshuis, en de openbare basisschool heet It Kruirêd.

### Verenigingen
- It Nije Doarp - toneelvereniging

### Inwonertal[bron?]
- 1954 - 791
- 1969 - 775
- 1964 - 731
- 1969 - 666
- 1974 - 638
- 2006 - 701
- 2018 - 655
- 2021 - 640
- 2023 - 655

### Geboren in Molenend
- Folkje en Tjitske de Vries (1953), Siamese tweeling
- Lieuwe Westra (1982-2023), wielrenner

## Straten
Dokter Kijlstraweg, Earnebuorren, Flaaksikkers, Flokhernepaad, Halligenweg, Jelte Binnesweg, K Rienewerfstrjitte, Kaetsjemuoi-Wei, Mûnewei, Ottemaweg, Aukje Wijbengastrjitte, Ekkelreed